# بوالي
بوالي (بالصومالية: Bu'aale)‏ هي بلدة في منطقة جوبا الوسطى في الصومال. وهي عاصمة مقاطعة بوالي بالإضافة إلى كونها العاصمة القانونية لمنطقة جوبا لاند الواقعة في جنوب وادي نهر جوبا. بوالي هي أيضا عاصمة منطقة جوبا الوسطى.
كانت مدينة بوالي، عاصمة جوبا الوسطى، مأهولة تاريخيًا بمجتمع أجوران.

## تاريخ
تم جعل بوالي عاصمة لدولة جوبا لاند في الصومال في 2 أبريل 2013.
منذ عام 2014، أصبحت البلدة، إلى جانب جلب وجمامة، تحت سيطرة جماعة الشباب الإسلامية.